# You Signed Up for This
You Signed Up for This — дебютный студийный альбом британской певицы и автора песен Мэйси Питерс, выпущенный 27 августа 2021 года на лейбле Эда Ширана Gingerbread Man Records.

## Об альбоме
Мэйси Питерс начала свою музыкальную карьеру, когда в 2015 году стала выкладывать на YouTube свои собственные оригинальные песни. До выхода своего первого студийного альбома Питерс ранее выпустила мини-альбомы Dressed Too Nice for a Jacket (2018) и It’s Your Bed Babe, It’s Your Funeral (2019) на лейбле Atlantic Records UK.
Работа над альбомом началась летом 2020 года, когда Питерс уехала жить в коттедж, где и начала писать песни. «Psycho» стала последней песней, работа над которой была завершена в альбоме.
Объявление об альбоме появилось одновременно с новостью о том, что Питерс подписала контракт с лейблом Эда Ширана Gingerbread Man Records 15 июня 2021 года. В своем заявлении Питерс сказала, что «подписание контракта с Gingerbread — это сбывшаяся мечта» после того, как она «выросла, вдохновленная и благоговеющая перед Эдом».

## Синглы и продвижение
Песня «John Hughes Movie» была выпущена в качестве лид-сингла 26 февраля 2021 года. Питерс сказала, что вдохновение для трека она черпала в фильмах Джона Хьюза, которые «передают ту глупую романтическую энергию средней школы и все то, чем я, английская подражательница Молли Рингуолд из маленького городка, хотела быть, но не была». Питерс назвала «Девушка в розовом» и «Шестнадцать свечей» основными фильмами Хьюза, из которых она черпала вдохновение.
Второй сингл «Psycho» был выпущен 2 июля 2021 года. «Psycho» — одна из трех песен, которые Питерс написала в соавторстве с Шираном.
11 августа 2021 года песни «You Signed Up for This» и «Brooklyn» были выпущены в качестве двойного а-сайда

## Отзывы критиков
| Совокупная оценка    | Совокупная оценка |
| Источник             | Оценка            |
| -------------------- | ----------------- |
| AnyDecentMusic?      | 6.9/10            |
| Metacritic           | 84/100            |
| Оценки критиков      |                   |
| Источник             | Оценка            |
| Clash                | 8/10              |
| DIY                  | [ 13 ]            |
| Dork                 | [ 14 ]            |
| Gigwise              | [ 15 ]            |
| The Independent      | [ 16 ]            |
| The Irish Times      | [ 17 ]            |
| The Line of Best Fit | 8/10              |
| PopMatters           | 8/10              |

На сайте Metacritic, который присваивает нормализованный рейтинг из 100 баллов рецензиям профессиональных изданий, You Signed Up for This получил средний балл 84 на основе 6 рецензий, что означает «всеобщее признание». Агрегатор AnyDecentMusic? поставил ему 6,9 из 10, основываясь на своей оценке консенсуса критиков.

## Список композиций
| №                   | Название                   | Автор(ы)                                                            | Продюсер(ы)              | Длительность |
| ------------------- | -------------------------- | ------------------------------------------------------------------- | ------------------------ | ------------ |
| 1.                  | «You Signed Up for This»   | Мэйси Питерс Джо Рубел                                              | Рубел                    | 3:15         |
| 2.                  | «I'm Trying (Not Friends)» | Питерс Рубел                                                        | Rubel Jim-E Stack [a]    | 2:43         |
| 3.                  | «John Hughes Movie»        | Питерс Миранда Купер [англ.] Хенрик Михельсен                       | Михельсен [m] Afterhrs   | 3:36         |
| 4.                  | «Outdoor Pool»             | Питерс Рубел Джон Грин                                              | Рубел                    | 3:16         |
| 5.                  | «Love Him I Don't»         | Питерс Рубел Грин                                                   | Рубел                    | 3:15         |
| 6.                  | «Psycho»                   | Питерс Эдвард Ширан Стив Маккатчен                                  | Стив Мак                 | 3:04         |
| 7.                  | «Boy»                      | Питерс Ширан Рубел                                                  | Рубел Afterhrs           | 2:58         |
| 8.                  | «Hollow»                   | Питерс Ширан Джон Макдэйд Рубел                                     | Рубел                    | 3:37         |
| 9.                  | «Villain»                  | Питрес Роб Милтон                                                   | Милтон                   | 3:45         |
| 10.                 | «Brooklyn»                 | Питрес Софи Кук                                                     | Фрэнсис                  | 3:03         |
| 11.                 | «Elvis Song»               | Питерс Купер Фредерик Гибсон Уэйн Томпсон Марк Джеймс Джонни Гибсон | FRED Congee [a] Siba [c] | 3:10         |
| 12.                 | «Talking to Strangers»     | Питерс Брэдфорд Эллис Джез Ашерст                                   | Эллис Ашерст             | 3:10         |
| 13.                 | «Volcano»                  | Питерс Эллис Ашерст                                                 | Эллис Ашерст             | 3:28         |
| 14.                 | «Tough Act»                | Питерс Кук Рубел                                                    | Рубел                    | 3:37         |
| Общая длительность: | Общая длительность:        | Общая длительность:                                                 | Общая длительность:      | 45:57        |

| №                   | Название            | Автор(ы)                                            | Продюсер(ы)         | Длительность |
| ------------------- | ------------------- | --------------------------------------------------- | ------------------- | ------------ |
| 15.                 | «Worst of You»      | Питерс Гибсон                                       | FRED                | 3:18         |
| 16.                 | «Favourite Ex»      | Питерс Эллис Ашерст                                 | Эллис               | 3:22         |
| 17.                 | «Feels like This»   | Питерс Эллис Луи Маттерс Алекс Монтак Негин Джафари | Эллис               | 3:45         |
| Общая длительность: | Общая длительность: | Общая длительность:                                 | Общая длительность: | 56:33        |

## Участники записи
Музыканты
- Мэйси Питерс — вокал
- Хенрик Михельсен[англ.] — гитара, бас, ударные, бэк-вокал
- Эндрю Хаас — гитара, бас, ударные, синтезатор, бэк-вокал
- Ян Францино — ударные

Производство
- Стюарт Хоукс — мастеринг-инженер
- Марк Стент — инженер по микшированию
- Хенрик Михельсон — звукоинженер
- Ян Францино — звукоинженер

## Чарты
| Чарт (2021)                       | Высшая позиция |
| --------------------------------- | -------------- |
| Ирландия (Irish Albums Chart)     | 20             |
| Шотландия (Scottish Albums Chart) | 2              |
| Великобритания (UK Albums Chart)  | 2              |

## История релиза
| Страна | Дата            | Формат                                     | Лейбл    | Источник |
| ------ | --------------- | ------------------------------------------ | -------- | -------- |
| Разные | 27 августа 2021 | CD LP кассета цифровое скачивание стриминг | Atlantic |          |